# Hypatopa lucina
Hypatopa lucina  (лат.) — вид мелких молевидных бабочек рода Hypatopa из семейства сумрачные моли (Blastobasidae, Gelechioidea). Эндемик Коста-Рики (Центральная Америка). Длина передних крыльев 5,3 мм. Усики, хоботок и ноги серовато-коричневые (флагеллум коричневый). Окраска задних крыльев палево-коричневая, передние крылья коричневые с белыми и оранжевыми чешуйками. Обладает сходством с видами Hypatopa scobis и Hypatopa agnae, отличаясь от них деталями строения гениталий. Вид был впервые описан в 2013 году американским лепидоптерологом Дэвидом Адамски (David Adamski, Department of Entomology, Национальный музей естественной истории, Смитсоновский институт, Вашингтон). Название происходит от имени Lucina (Луцина, древнеримская богиня деторождения).